# Distrito Municipio de Mažeikiai
Distrito Municipio de Mažeikiai o Distrito de Mažeikiai (Mažeikių rajono savivaldybė; Mažeikių rajonas) está en el noroeste de Lituania, en la Provincia de Telšiai. Cubre un área de 1.220 km² y albergaba una población de 66.300 personas en 2005. Su centro administrativo es Mažeikiai.

## Localidades
Este distrito se compone de:
- 3 ciudades - Mažeikiai, Seda, Viekšniai
- 5 poblaciones - Laižuva, Leckava, Pikeliai, Tirkšliai y Židikai
- 191 pueblo

## Comunas (Seniūnijos)
En el distrito hay 9 comunas (entre paréntesis - centro administrativo)
- Laižuvos seniūnija (Laižuva)
- Mažeikių seniūnija (Mažeikiai)
- Mažeikių apylinkės seniūnija (Mažeikiai)
- Reivyčių seniūnija (Mažeikiai)
- Sedos seniūnija (Seda)
- Šerkšnėnų seniūnija (Šerkšnėnai)
- Tirkšlių seniūnija (Tirkšliai)
- Viekšnių seniūnija(Viekšniai)
- Židikų seniūnija (Židikai)